# Bahnhof Montreux
Der Bahnhof Montreux ist der grösste Bahnhof auf dem Gemeindegebiet der schweizerischen Stadt Montreux. Der Fern- und Regionalbahnhof wird von fast allen Zügen der Simplonstrecke der Schweizerischen Bundesbahnen (SBB) bedient und ist zudem Ausgangspunkt der Bahnstrecke Montreux–Zweisimmen (Golden-Pass) und der Zahnradbahn Montreux–Glion–Rochers-de-Naye auf den Rochers de Naye.
Das Bahnhofgebäude ist im Inventar der Kulturgüter von nationaler Bedeutung eingetragen.

## Geschichte
Eröffnet wurde der Bahnhof im Jahre 1861, als die damalige Jura-Simplon-Bahn (JS) den Abschnitt Lausanne–Villeneuve der Bahnstrecke nach Sion eröffnete.
1901 folgte der Abschnitt zwischen Montreux und dem höher gelegenen Stadtteil Les Avants der Montreux-Berner Oberland-Bahn (MOB), welcher 1903 seine Fortsetzung nach Montbovon fand.
1909 wurde die Bahnstrecke zwischen Montreux und Glion der heutigen Transports Montreux–Vevey–Riviera (MVR) als Fortsetzung der bereits seit 1892 bestehenden Zahnradbahn zwischen Glion und Rochers-de-Naye eröffnet.

## Lage

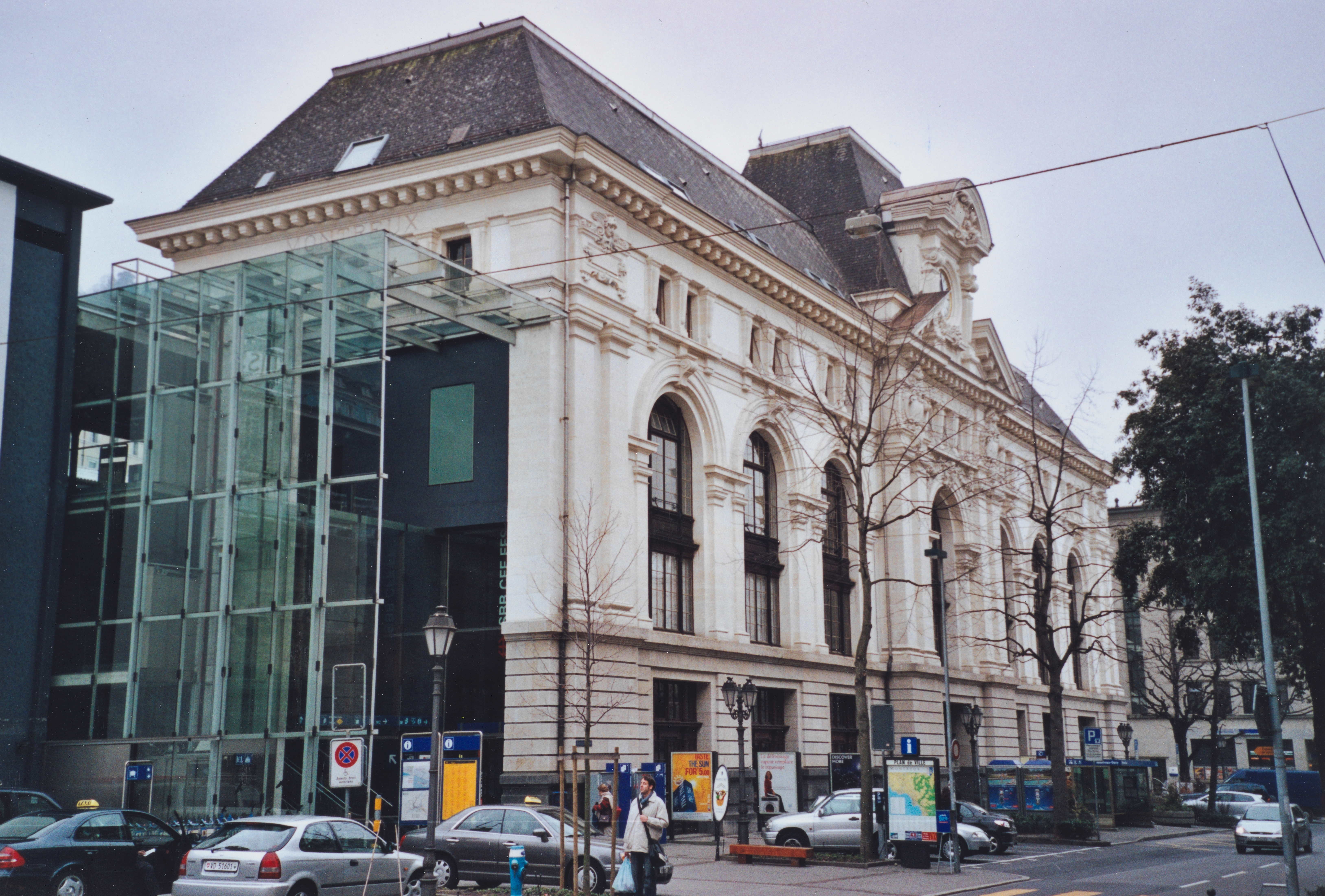
Bahnhofsgebäude, Strassenseite Avenue des Alpes (2006)

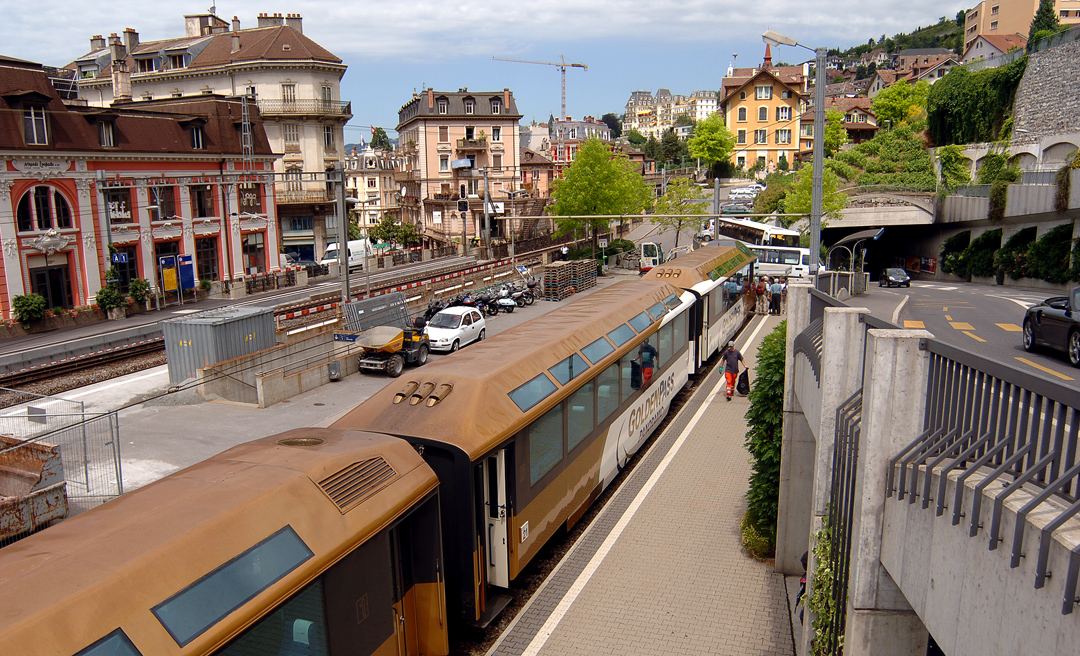
Bahnhof und Rue de la Gare (2010)

Der Bahnhof befindet sich in Hanglage oberhalb des Seeufers, der Zugang zur Hauptstrasse Grand Rue ist per Rolltreppen, Liften und Treppen gewährleistet. Für den Zugang von der Altstadt her – gelegen auf der anderen Seite der Bahnlinien als das Seeufer – ist die Rue de la Gare zuständig.

## Anlage
Die Bahnhofsanlage ist in mehrfacher Hinsicht eine Rarität: Einerseits ist Montreux der einzige Bahnhof der Schweiz, in dem heute noch drei unterschiedliche Spurweiten aufeinandertreffen: Die Normalspur (1435 mm) der Bahnstrecke der Schweizerischen Bundesbahnen, die Meterspur (1000 mm) der Montreux–Berner Oberland-Bahn und die Schmalspur (800 mm) der Transports Montreux–Vevey–Riviera.
Andererseits befindet sich der Zugang vom Empfangsgebäude zum Hausbahnsteig aus nicht im Erdgeschoss. Aufgrund der Hanglage der Stadt befindet er sich im zweiten Obergeschoss, während die Serviceeinrichtungen im Erd- und der Zugang zur Unterführung im ersten Obergeschoss zu finden sind.
Ausserdem fehlt das Gleis 2. Dieses war ein Überholgleis ohne Perronkante. 2006 wurde es im Zuge der Erhöhung der Perrons auf 55 cm mit einer Perronkante versehen und in Gleis 1 umbenannt – das bisherige Gleis 1 wurde entfernt. Aus betrieblicher Sicht galt danach der SBB-Bahnhofteil als Haltestelle, da im Bahnhofsgebiet keine Weichen mehr vorhanden waren. Mit der Umstellung der Strecke Pully–Villeneuve auf ETCS Level 2 wurde Montreux zum kommerziellen Haltepunkt ohne Rangierbereich.
Die Schweizerischen Bundesbahnen verfügt über den Hausbahnsteig mit dem Gleis 1 sowie über das Gleis 3, welches zusammen mit den Gleisen 4 (östliche Hälfte) beziehungsweise 5 (westliche Hälfte) der Montreux–Berner Oberland-Bahn am Mittelperron liegt. Das kurze Gleis 4 trennt den Mittelperron teilweise auf. Die Gleise 6, 7 und 8 liegen an einem weiteren Mittelperron, das durch Gleis 7 ebenfalls gabelartig aufgeteilt wird. Das Gleis 8 der Transports Montreux–Vevey–Riviera befindet sich zudem unter einem Hotel und dem Hauptsitz der Golden-Pass-Gruppe, dem GoldenPass Center. Während die Gleise 4 und 7 dem Regionalverkehr von und nach Fontanivent, Sonzier und Les Avants dienen, verkehren ab Gleis 5 und 6 die Züge von und nach Zweisimmen.

## Bahnverkehr

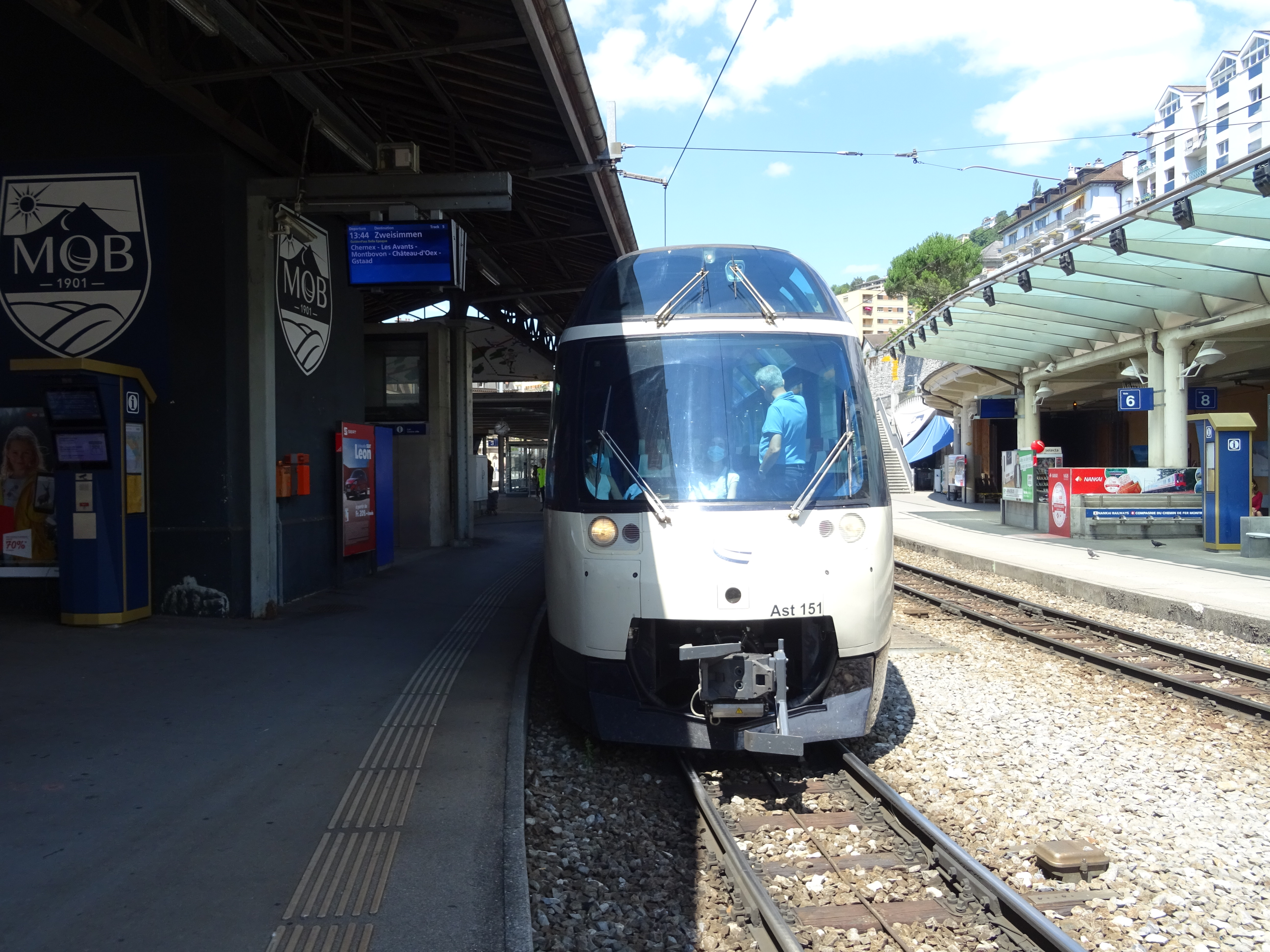
Golden-Pass auf Gleis 5, Meterspur 1000 mm (2020)

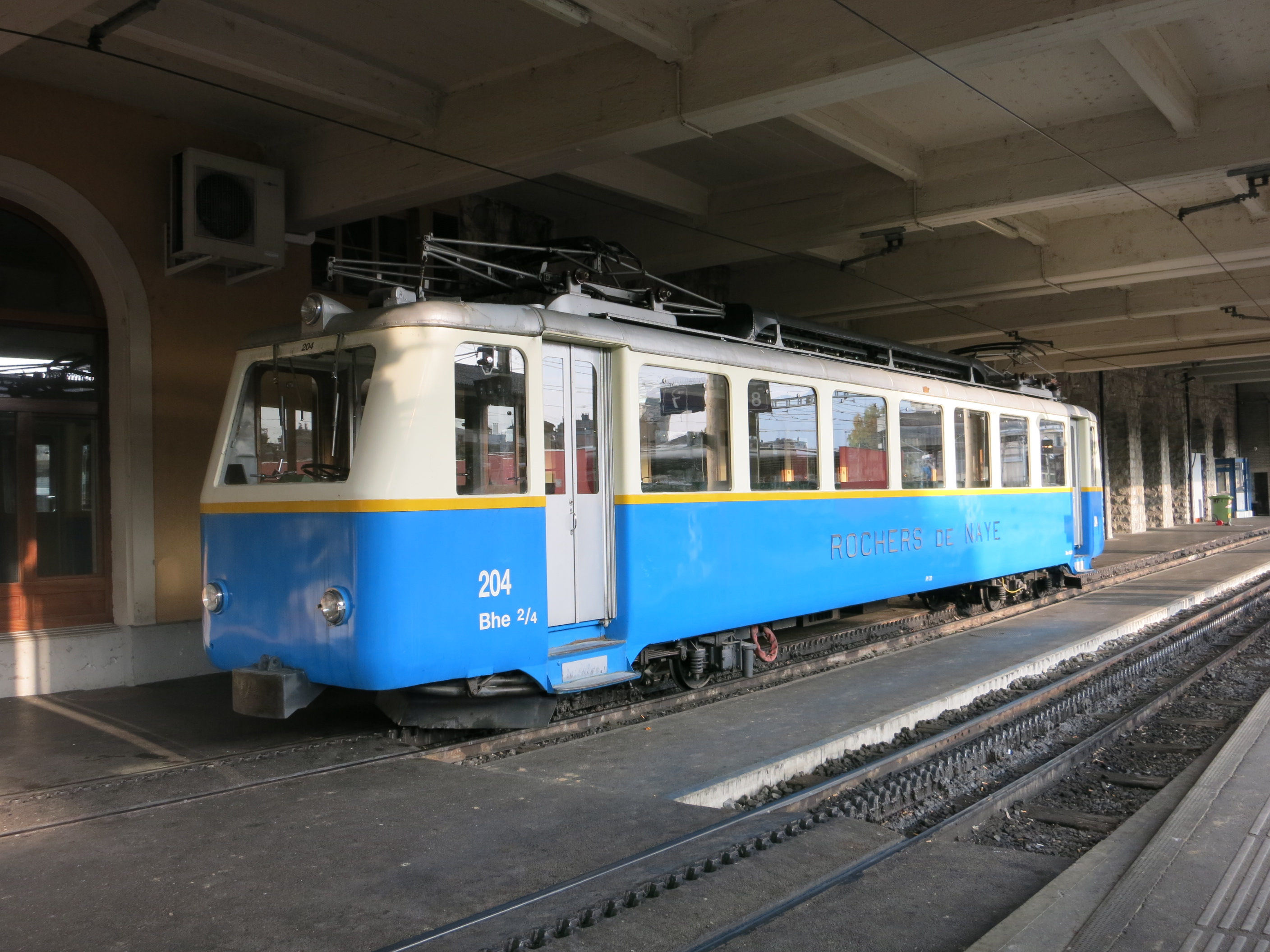
Rochers-de-Naye-Bahn an Gleis 8, Schmalspur 800 mm (2015)

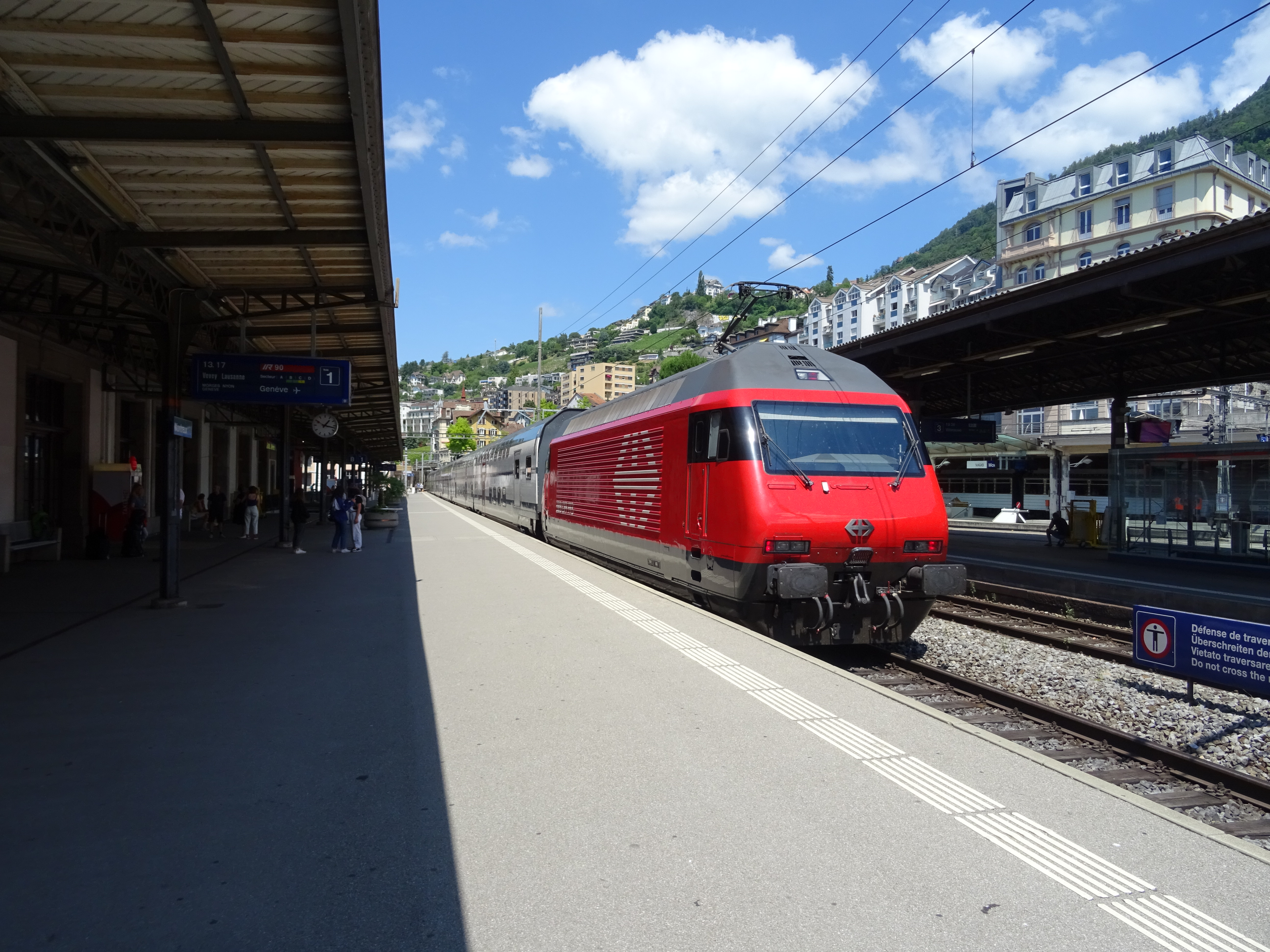
SBB Re 460 an Gleis 1, Normalspur 1435 mm (2020)

### SBB

#### Fernverkehr
- Genève – Brig – Milano Centrale (– Venezia S. L.)   TT
- 90 Genève-Aéroport – Lausanne – Brig
- 95 Genève-Aéroport – Lausanne – Brig

#### RegioExpress
- RE Annemasse/Genève-Aéroport – Genève – Lausanne –  Vevey (– Saint-Maurice)

#### S-Bahn
Das Réseau Express Vaudois (REV) bedient Montreux jeweils stündlich mit zwei Linien:
- R 3 Vallorbe – Cossonay – Renens – Lausanne – Vevey – Montreux – Villeneuve – Aigle – Bex (– St-Maurice)
- R 4 (Vallorbe)/Le Brassus – Le Day (Flügelung)– Cossonay – Renens – Lausanne – Vevey – Montreux – Villeneuve – Aigle – Bex (– St-Maurice)

#### Nachtlinie
- SN Vallorbe – Cossonay – Renens – Lausanne – Vevey – Montreux – Villeneuve – Aigle – Bex – St-Maurice

### Montreux–Berner Oberland-Bahn
- Montreux – Zweisimmen – Interlaken Ost    (Golden-Pass-Express)
- 30 Montreux – Gstaad – Zweisimmen
- 34 Montreux – Fontanivent – Les Avants (– Château-d’Oex) (stündlich)

### Montreux–Territet–Glion–Rochers-de-Naye-Bahn
- 37 Montreux – Glion – Caux – Rochers-de-Naye

## Trolleybus- und Autobusverkehr
Insgesamt sind drei Haltestellen der Vevey–Montreux–Chillon–Villeneuve (VMCV) in Bahnhofsnähe:
- Montreux, Vernex-Dessus der Linien 204, 205 und 206, an der Rue de la Gare, auf Höhe des Gleisendes der MOB, 396 m ü. M.
- Montreux, Gare der Linien 204, 205 und 206, an der Avenue des Alpes, vor dem Bahnhofgebäude, 386 m ü. M.
- Montreux, Escaliers de la Gare des Trolleybus Vevey–Villeneuve (Linie 201), an der Grand’Rue, 376 m ü. M., Zugang über eine öffentliche Liftanlage